# 布魯斯·斯普林斯汀
布鲁斯·斯普林斯汀（英語：Bruce Frederick Joseph Springsteen，1949年9月23日—），美國搖滾歌手、詞曲作家與吉他手，有“The Boss”、“工人皇帝”之稱。斯普林斯汀經常與E街樂團共同創作與巡迴演出，此外也以個人的身份或是與其它樂手聯袂演出。一方面明顯地受到貓王、伍迪·格思里、皮特·西格、埃迪·科克伦與鲍勃·迪倫的影響，而另一方面也受到60年代以來的搖滾樂與节奏布鲁斯的薰陶，斯普林斯汀的音樂也被稱作“哈特蘭搖滾”（Heartland rock），帶著流行的風味、詩人般的歌詞，與美國愛國主義情結，尤其是以他的家鄉新澤西為主軸來環繞。他對於表達一般中下階層民眾的生活，不僅是發自內心的誠懇，更有著悅耳動聽的旋律以及辛辣直截的批判，讓他得到了20項葛萊美獎、2項金球獎、1座奧斯卡金像獎。他於1999年入選搖滾名人堂，入選歌曲作者名人堂，2004年滾石雜誌將他排名為有史以來最偉大的藝術家第23名，2009年獲得甘迺迪中心榮譽獎，2016年獲頒總統自由勳章。
斯普林斯汀最著名的錄音室專輯《Born in the U.S.A.》以及《Born to Run》恰如其份地說明了他透過歌曲企圖講述出一般民眾即使陷入在日常生活的困境時，心中仍舊可以高貴地面對，並解決它。
斯普林斯汀創作的歌詞時常是有關於經濟拮据的人們如何生存。他也日漸被激進政治支持者所認同。他對於各種救濟活動皆不辭餘力，正像在911事件發生後，隨即發行專輯《The Rising》作為回應。
斯普林斯汀嘗試著創作出兼有商業取向的搖滾樂以及帶有諷世意味的鄉村音樂的作品。他的名聲遠播以及受人歡迎有一個很大的原因：馬拉松式的演唱會——動輒超過四個小時，以無窮的活力貫串全場，無論是激情的情歌或者是讓歌迷瘋狂的名曲。

## 外部連結
- 布鲁斯·斯布林斯顿官方網站 Archive.today的存檔，存档日期2012-05-23
- Bruce Springsteen Official Publicity Site, via Shore Fire Media
- Backstreets: News, performances, recent set-lists, BTX online forum （页面存档备份，存于）
- Killing Floor: historic set-lists, band histories, etc. （页面存档备份，存于）
- Brucebase: set list database, discographies, etc.
- Photo archive of Bruce Springsteen by Rock Photographer Chris Walter. （页面存档备份，存于）*
- Bruce Springsteen tracking website that allows you to track your Boss concert legacy. （页面存档备份，存于） Over 1500 shows from the past 30 years.